# Réti Adrienn
Réti Adrienn (Miskolc, 1984. október 25. –) magyar színésznő.

## Életpályája
Gyermekkorában hegedülni és zongorázni tanult, később a budapesti Pesti Barnabás Gimnáziumban érettségizett. 2005–2009 között a Színház- és Filmművészeti Egyetem hallgatója volt, Marton László, Hegedűs D. Géza és Forgács Péter osztályában. 2005–2011 között a Bárka Színház, 2011–2015 között a Vígszínház tagja volt. 2015-től szabadúszó.

### Családja
Párja Müller Zsófia volt, akivel Cipruson házasodtak (Magyarországon bejegyzett élettársi kapcsolatnak számít) össze, de már el is váltak. Kislányt szült (Franciska), akit együtt neveltek.

## Színházi szerepei
| Év   | Helyszín               | Szerző(k)                                         | Előadás címe                          | Szerep                                           | Rendező             |
| ---- | ---------------------- | ------------------------------------------------- | ------------------------------------- | ------------------------------------------------ | ------------------- |
| 2025 | Kultkikötő             | Cseh Judit - Perczel Enikő - Réti Adrienn         | Boldogan éltek                        | Szereplő, író                                    | Cseh Judit          |
| 2021 | Debreceni Színház      | Pass Andrea                                       | Finálé                                | Szereplő                                         | Pass Andrea         |
| 2018 | Trafó                  | Pass Andrea                                       | Eltűnő ingerek                        | Szereplő                                         | Pass Andrea         |
| 2017 | Orlai Produkciós Iroda | Sam Holcroft                                      | Családi játszmák                      | Carrie, harmincas                                | Göttinger Pál       |
| 2015 | MU Színház             | Varga Zsófia                                      | A mulandó                             | Szereplő                                         | Varga Zsófia        |
| 2015 | Vígszínház             | Kurt Weill - Bertolt Brecht                       | Koldusopera                           | Lucy, Brown lánya                                | Bodó Viktor         |
| 2014 | Pesti Színház          | Carlo Goldoni                                     | Két úr szolgája                       | Beatrice, torinoi hölgy                          | Gothár Péter        |
| 2014 | Vígszínház             | Mihail Bulgakov                                   | A Mester és Margarita                 | Hella, Woland szobalánya                         | Michal Dočekal      |
| 2014 | Vígszínház             | -                                                 | Ha majd egyszer mindenki visszajön…   | Szereplő                                         | Eszenyi Enikő       |
| 2014 | Vígszínház             | Johann Nepomuk Nestroy - Heltai Jenő              | Lumpáciusz Vagabundusz                | Hepienda leánya, Nánika, Manci                   | Eszenyi Enikő       |
| 2013 | Vígszínház             | Georg Büchner                                     | Danton halála                         | Marion, kis nő                                   | Alföldi Róbert      |
| 2013 | Pesti Színház          | Titus Maccius Plautus                             | A hetvenkedő katona                   | Milf Ramóna, Csúcsdombi Csilla szolgálónője      | Szőcs Artur         |
| 2012 | Vígszínház             | Hamvai Kornél - Varró Dániel - Darvas Benedek     | A zöld kilences                       | Szendrői Marianne, grófkisasszony és szüfrazsett | Ascher Tamás        |
| 2012 | Vígszínház             | Horace McCoy                                      | A lovakat lelövik, ugye?              | Széchényi Trixi                                  | Eszenyi Enikő       |
| 2012 | Vígszínház             | William Shakespeare                               | Makrancos Kata                        | Bianca, Baptista kisebbik lánya                  | Gothár Péter        |
| 2011 | Pesti Színház          | Simon Stephens                                    | Punk rock                             | Lilly Cahill                                     | Eszenyi Enikő       |
| 2011 | Bárka Színház          | Ernst Theodor Amadeus Hoffmann                    | Éjféli mesék                          | Szereplő                                         | Vladislav Troitskij |
| 2011 | Bárka Színház          | Ray Bradbury                                      | Fahrenheit 451                        | Clarisse                                         | Anger Zsolt         |
| 2010 | Bárka Színház          | Dinyés Dániel - Szabó Borbála                     | Párkák                                | Grüllé, öreg tehenésznő                          | Göttinger Pál       |
| 2010 | Bárka Színház          | Gyarmati Kata - Kokan Mladenović - Arisztophanész | Igazság                               | Szereplő                                         | Kokan Mladenović    |
| 2010 | Színházi Bázis         | Ronald David Laing                                | Tényleg szeretsz?                     | Szereplő                                         | Dömötör Tamás       |
| 2010 | Kino                   | -                                                 | Kicsi nyuszi hopp hopp                | Dzsina, szövegkönyv                              | Pelsőczy Réka       |
| 2010 | Bárka Színház          | Howard Barker                                     | Victory                               | Cropper, Bradshaw lánya                          | Tim Caroll          |
| 2009 | Bárka Színház          | Esterházy Péter                                   | Harminchárom változat Haydn-koponyára | Polzelli                                         | Göttinger Pál       |
| 2009 | Bárka Színház          | Lars von Trier - Christian Lollike                | Dogville                              | Szereplő                                         | Anger Zsolt         |
| 2009 | Kecskeméti Színház     | Forgách András                                    | Holdvilág és utasa                    | Éva                                              | Réczei Tamás        |
| 2008 | Bárka Színház          | Juha Siltanen - Jorma Uotinen                     | Piaf Piaf                             | X Kisasszony                                     | Jorma Uotinen       |
| 2008 | Színházi Bázis         | Ödön von Horváth                                  | Istentelen ifjúság                    | Szereplő                                         | Vidovszky György    |

## Filmjei
- Cella – Letöltendő élet (2023) – Rudolf Eszter
- Valami madarak (2023) – Klári
- Hazatalálsz (2023) – Vitéz Brigitta
- Apatigris (2023) – Timi
- A Király (2023) – Dóra, RTL riporter
- Ki vagy te (2022) – Gabi anyja
- Bogaras szülők (2018) – Kriszta
- 40 perc színész (magyar kisjátékfilm, 2015) – Anna
- Jóban rosszban (2014–2018, 2019-2020)[7] – Temesvári Aliz
- Munkaügyek (2014) – Özvegy
- Megdönteni Hajnal Tímeát – Réka (2014)
- Chili vagy Mango (magyar vígjátéksorozat, 2013) – Szandra
- Mariann eljegyzése (magyar kisjátékfilm, 2013) – Mariann
- Társas játék (magyar filmsorozat, 2011–2012) – Varga Timi
- Casino (magyar filmsorozat, 2011) – Andi, pincérnő
- Poligamy (magyar romantikus vígjáték, 2009) – Lilla 2
- Mozaik színész (magyar kisjátékfilm, 2009)
- A macska szerepe a francia irodalomban (magyar kisjátékfilm, 2006)[8] – Bori
- Valami Kék.  (magyar kisjátékfilm) -Aliz.

## Szinkronszerepek

### Sorozat
| Év    | Cím            | Szerep             | Színész     |
| ----- | -------------- | ------------------ | ----------- |
| 2022- | Sárkányok háza | Rhaenyra Targaryen | Emma D’Arcy |

## Díjai és kitüntetései
- Junior Prima díj (2013)